# Van Ling
Van Ling (ur. 1963) - jest producentem i twórcą wydań DVD wielu filmów. Zasłynął m.in. wydaniami takich filmów jak Gwiezdne Wojny, Terminator czy Titanic.